# کاربازوسین
کاربازوسین (به انگلیسی: Carbazocine) یک داروی مسکن اپیوئیدی از خانواده بنزومورفان است که هرگز به بازار عرضه نشد.

## همچنین ببینید
- بنزومورفان